# Lac Sautauriski
Pour les articles homonymes, voir Sautauriski.
Le lac Sautauriski est un plan d'eau douce traversé du nord au sud par la rivière Sautauriski, coulant dans le territoire non organisé de Lac-Jacques-Cartier, dans la municipalité régionale de comté (MRC) La Côte-de-Beaupré, dans la région administrative de la Capitale-Nationale, dans province de Québec, dans Canada.
Le lac Sautauriski est situé dans le parc national de la Jacques-Cartier.
Le bassin versant du lac Sautauriski est principalement desservi du côté est par la route 175 qui relie les villes de Québec et Saguenay. Quelques routes secondaires desservent cette zone pour les besoins de la foresterie et des activités récréotouristiques.
La foresterie est la principale activité économique du secteur; tourisme récréatif, en deuxième.
La surface du lac Sautauriski est généralement gelée de début décembre à fin mars; la circulation sécuritaire sur la glace se fait généralement de fin décembre à début mars.

## Géographie
Le lac Sautauriski comporte une longueur de 5,0 km, une largeur de 0,9 km et sa surface est à une altitude de 744 m. Le barrage Sautauriski est aménagé à son embouchure, au fond d'une baie de la partie sud du lac. Ce lac encaissé entre les montagnes comporte cinq grandes baies dont la plus longue s'étire sur 1,9 km vers le nord-est et reçoit par le nord-est la décharge de la rivière Sautauriski. Le lac Fossambault est situé à 0,4 km à l'ouest.

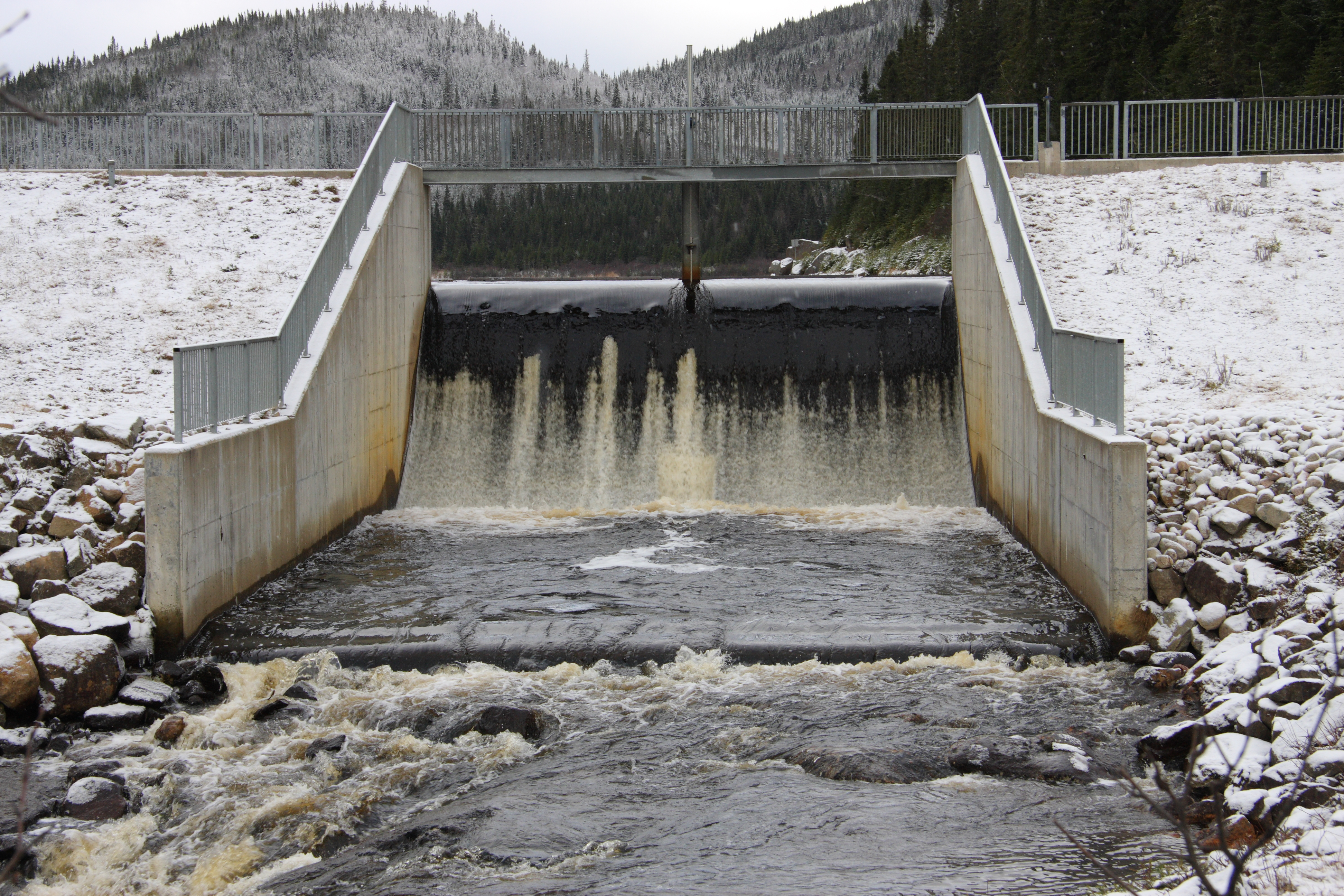
Le barrage Sautauriski.

Le lac a une superficie de 1,9 km2. Il s'agit du plus grand des 216 plans d'eau du parc national de lac Jacques-Cartier. On retrouve à l'embouchure du lac le barrage Sautauriski, qui a une hauteur de 6,9 m et une capacité de 14 042 500 m3.
À partir du barrage à l'embouchure du lac Sautauriski, le courant descend sur 24,4 km généralement vers le sud en suivant le cours de la rivière Sautauriski; puis sur km généralement vers le sud en empruntant le courant de la rivière Jacques-Cartier jusqu'à la rive nord-est du fleuve Saint-Laurent.

## Toponymie
Le toponyme lac Sautauriski a été officialisé le 5 décembre 1968 par la Commission de toponymie du Québec.